# グローバル・ポジショニング・システムによる死
グローバル・ポジショニング・システムによる死（グローバル・ポジショニング・システムによるし、英語: Death by GPS）、GPSによる死、GNSSによる死とは、カーナビゲーションやPNDその他、GPS/GNSS機能による地図および経路案内に従ったことによる死亡事件などを指して言う。
例えば、カリフォルニア州のデスヴァレーではGPSが死因となった例が数件報告されている。ほかにはジョシュア・ツリー国立公園で行方不明になった登山者、およびワシントン州、オーストラリア、イングランド、イタリア、ブラジルでの例もある。

## 原因
GPS/GNSSによる案内に従った結果、迷子になったり、怪我をしたり、最悪の場合死亡してしまう理由は数多くある。一般的には下記の理由によるものが多い。
- GPS/GNSSによる案内を全く疑わずに受け入れ、目の前に見える道路標示や地形に注意せず、注意力をナビのみに集中する[2][3]
- 天候、道路工事、危険な道などGPS/GNSSが案内できない危険に注意しない
- 土地勘がない
- GPS/GNSSの正確さを確かめられる、最新の地図を持っていない
- GPS/GNSSの道路地図が古い
- GPS/GNSSによる案内はソフトウェアによっては最短距離を計算するだけで、その道が通れるものなのかを確かめないものもある

上記の理由に「電話機が圏外なので迷子になった時でも助けを求められない」ことが加わると、危険性が大きく上がる。そのような場合には運転手と登山者たちが誤って水中に入ったり、橋を踏み外したり、危険な地形に踏み入れてしまう可能性があり、また迷い続けた結果車が燃料切れになる可能性もある。ほかには天気が突如悪くなったり、そのまま迷子になって行方不明になる場合もある（多くの場合、2度と発見されない）。

## GPS/GNSSによる死を防ぐ方法
マシュー・マッケンジーによると、GPSによる死を防ぐためには「GPSなどのモバイルデバイスを正しい使い方で使う」べき、つまり便利なツールとして使うべきである。また、「本物の地図を持っていき、現地の気候を知り、向かっている方向が正しいと思えなかったら迷わず来た道を引き返すこと」との助言も述べている。アメリカ合衆国国立公園局はデスヴァレー国立公園の公式サイトで、「GPSによるデスヴァレーのような遠隔地への経路案内は頼りにならないことで知られている。数多くの旅行者が間違った方角や行き止まりや通れない道に案内された。旅行者はいつでも最新の道路地図を持ってGPS/GNSSの経路案内の正確さを確かめるべきである。カーナビゲーションだけに頼らないでください。」と告示した。
"Using GPS Navigation
GPS Navigation to sites to remote locations like Death Valley are notoriously unreliable. Numerous travelers have been directed to the wrong location or even dead-end or closed roads. Travelers should always carry up-to-date road maps to check the accuracy of GPS directions.
DO NOT DEPEND ONLY ON YOUR VEHICLE GPS NAVIGATION SYSTEM."